# Gary Gygax

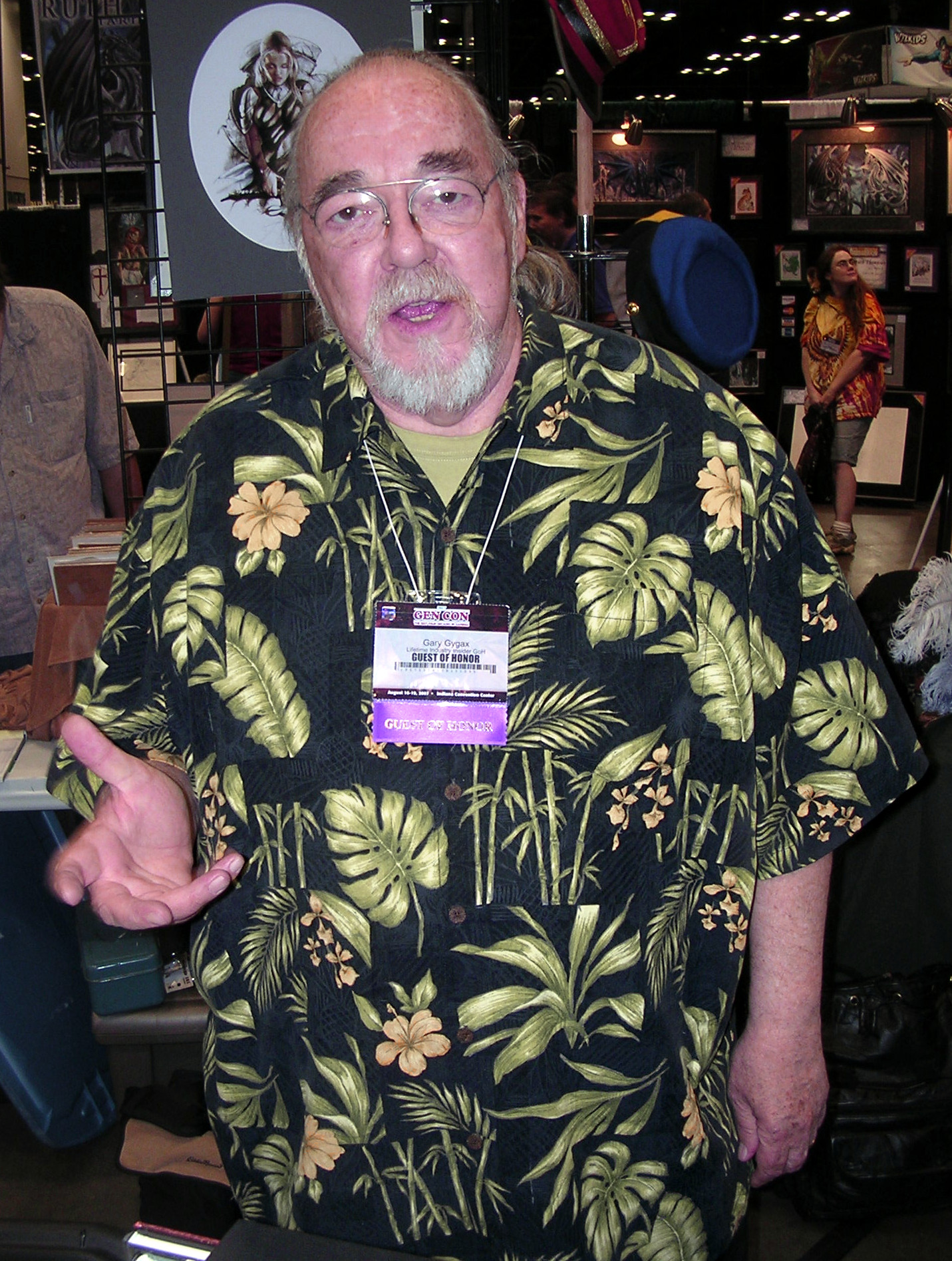
Gary Gygax auf dem Gen Con 2007

Ernest Gary Gygax [ˈgaɪ.gæks] (* 27. Juli 1938 in Chicago, Illinois; † 4. März 2008 in Lake Geneva, Wisconsin) war ein US-amerikanischer Spieleautor und einer der Erfinder des Pen-&-Paper-Rollenspiels Dungeons & Dragons.

## Leben und Werk
Gary Gygax war der Sohn des aus der Schweiz nach Amerika emigrierten Musikers Martin Gygax, der im Symphonieorchester von Chicago Violine spielte, und einer Amerikanerin. Gygax wurde in Chicago geboren und wuchs in Lake Geneva auf, wohin seine Familie zog, als er acht Jahre alt war. Er ging ohne Abschluss von der High School ab, nahm verschiedene Gelegenheitsjobs an, besuchte die Abendschule und hörte Anthropologie an der University of Chicago. Er verdiente sein Geld als Versicherungsvertreter, bis seine Spielsysteme Erfolg hatten.
Er und Jeff Perren erfanden das Spiel Chainmail, aus dem in den späten 1960ern dann das mittelalterlich anmutende Dungeons & Dragons (kurz D&D) entwickelt wurde. Gygax und Don Kaye gründeten einen eigenen Spieleverlag, Tactical Studies Rules (TSR), mit dem sie 1974 die erste Version von D&D veröffentlichten. 1975 fiel Gygax ein englisches Magazin namens Owl and Weasel in die Hände. Er nahm mit den Verfassern, unter anderem Ian Livingstone, Kontakt auf und schickte ihnen eine Version von D&D. Die Engländer waren sofort begeistert und verkauften das Spiel in England mit enormem Erfolg. Gygax entwickelte später eine neue Version von D&D, die von 1977 bis 1997 unter dem Namen Advanced Dungeons & Dragons herausgegeben wurde. 1980 wurde er in die Hall of Fame des Origins Award aufgenommen.
Vor D&D beschäftigte sich Gygax zusammen mit seinem Freund Dave Arneson mit Wargaming („Chainmail“) – hier wurden Schlachtfeldszenarien mit Plastikfiguren nachgestellt. Arneson kam auf die Idee, die Soldaten in einem Kommandounternehmen die Burg einnehmen zu lassen, wobei sie Fallen entschärfen und Türen öffnen mussten. So lernte jeder Spieler, sich mit seinem Krieger zu identifizieren. Der Erfolg blieb nicht aus, und nun entstanden ganze Welten wie Arnesons Blackmoor und Gygax’ World of Greyhawk. Da Chainmail dafür nicht ausgereift war, wurde es erweitert, und Dinge wie „Trefferpunkte“ wurden integriert. Zunächst erhielt es den Titel „The Fantasy Game“. Doch der Name war nicht zugkräftig genug, und Gygax’ Frau kam auf den Namen „Dungeons & Dragons“.
Eine weitere Kreation von Gygax war DragonChess, eine dreidimensionale Fantasy-Variante von Schach, das im August 1985 in Ausgabe 100 des Magazins Dragon veröffentlicht wurde. Es wird auf drei Spielbrettern der Größe 8×12 gespielt, die aufeinandergesteckt sind. Das obere Spielbrett steht dabei für den Himmel, das mittlere für die Erde und das untere für die Unterwelt. Die Spielsteine sind Figuren und Monstern aus der D&D-Serie nachempfunden: König, Magier, Paladin, Kleriker, Drache, Griffin, Oliphant, Held, Dieb, Elementar, Basilisk, Einhorn, Zwerg, Sylph und Krieger.
Nachdem Gygax TSR verlassen hatte, publizierte er Dangerous Journeys, ein fortgeschrittenes Rollenspiel, das mehrere Genres miteinander verband. 1995 begann er die Arbeit an einem komplett neuen Rollenspiel, das ursprünglich als Computerspiel gedacht war, dann aber 1999 unter dem Namen Lejendary Adventure herausgegeben wurde. Es wird teilweise als seine beste Arbeit angesehen. Ein besonderes Augenmerk hatte er dabei auf einfache Spielregeln gelegt, da Gygax meinte, dass Rollenspiele mit der Zeit zu komplex geworden seien und somit neue Spieler abschreckten.
Gygax lieh in der englischen Originalversion der Zeichentrickserie Futurama in der Episode Geschichten von Interesse I sowie im Zeichentrickfilm Futurama: Bender’s Game (postum aus Archivmaterial) sich selbst die Stimme. Außerdem erhielt er ein Denkmal auf einem Friedhof in der MMORPG-Umsetzung „Dungeons & Dragons Online: Stormreach“, in der er auch in einem Dungeon dem Spielleiter seine Stimme leiht. Er starb am 4. März 2008 im Alter von 69 Jahren an den Folgen eines Herzinfarktes in seinem Haus in Lake Geneva, Wisconsin, wo er noch im Januar D&D-Spielrunden leitete.

„Ich hoffe, für die Welt bleibe ich der Kerl, der Spiele wirklich liebte und alle an seinem Wissen und seinem Freizeitvergnügen teilhaben ließ.“

## Schriften
Schriften außerhalb einer konkreten Welt
- 1974: Dungeons& Dragons
- 1976: Eldritch Wizardry
- 1977: Monster Manual
- 1978: Players Handbook (dt. Advanced Dungeons& Dragons Spieler-Handbuch)
- 1979: Dungeon Masters Guide
- 1983: Monster Manual II
- 1985: Unearthed Arcana

Greyhawk Adventures
- 1975: Greyhawk
- 1978: Tomb of Horrors (dt. Gruft des Grauens)
- 1978: Descent into the Depths of the Earth
- 1979: The Keep on the Borderlands
- 1980: Expedition to the Barrier Peaks
- 1980: Queen of the Demonweb Pits
- 1980: World of Greyhawk Fantasy Game Setting
- 1981: Against the Giants
- 1982: The Forgotten Temple of Tharizdun
- 1982: The Lost Caverns of Tsojcanth
- 1983: World of Greyhawk Fantasy World Setting
- 1983: Dungeonland
- 1983: The Land Beyond the Magic Mirror
- 1984: Mordenkainen's Fantastic Adventure
- 1985: Isle of the Ape
- 1985: The Temple of Elemental Evil
- 1985: Saga of Old City
- 1986: Queen of the Spiders
- 1986: Artifact of Evil

Gord the Rogue Adventures
- 1987: Sea of Death
- 1987: Night Arrant (Kurzgeschichtensammlung)
- 1987: City of Hawks
- 1988: Come Endless Darkness
- 1988: Dance of Demons

Dangerous journeys
- 1992: The Anubis Murders (dt. Die Anubis-Morde)
- 1993: The Samarkand Solution (dt. Die Lösung von Samarkand)
- 1993: Death in Delhi (dt. Tod in Delhi)